# Porfirio di Antiochia
Porfirio (IV secolo – 413 o 414) è stato un arcivescovo bizantino, che ha ricoperto la carica di Patriarca di Antiochia tra il 404 e il 413-414.
Già presbitero in Antiochia, nel 404 venne clandestinamente ordinato vescovo della città pochi giorni dopo la morte di Flaviano. Rigettato dalla maggior parte del clero e della popolazione, egli si alleò con gli avversari di Giovanni Crisostomo (tra cui Teofilo di Alessandria). Questa decisione aggravò l'avversione dell'opinione pubblica nei suoi confronti, ma gli rese favorevole la corte. L'imperatore Arcadio ordinò con un editto di comunicarsi con Teofilo di Alessandria, Porfirio stesso e Arsace di Costantinopoli; in virtù di questa normativa, i seguaci di Crisostomo vennero perseguitati. Nel 407, Porfirio riuscì a far trasferire Crisostomo da Cucuse a Pitiunte. Secondo Tillemont, ciò lo rese responsabile della successiva morte del futuro santo. 
Morì nel 413 o nel 414.